# Niwari (Uttar Pradesh)
Niwari – miasto w północnych Indiach w stanie Uttar Pradesh, na Nizinie Hindustańskiej.
Populacja miasta w 2001 roku wynosiła 9919 mieszkańców.